# Tandad knottmossa
Tandad knottmossa (Rhabdoweisia crispata) är en bladmossart som beskrevs av Lindberg 1871. Tandad knottmossa ingår i släktet knottmossor, och familjen Rhabdoweisiaceae. Enligt den finländska rödlistan är arten sårbar i Finland. Arten är reproducerande i Sverige. Artens livsmiljö är andra skuggiga klippor. Inga underarter finns listade i Catalogue of Life.

## Bildgalleri

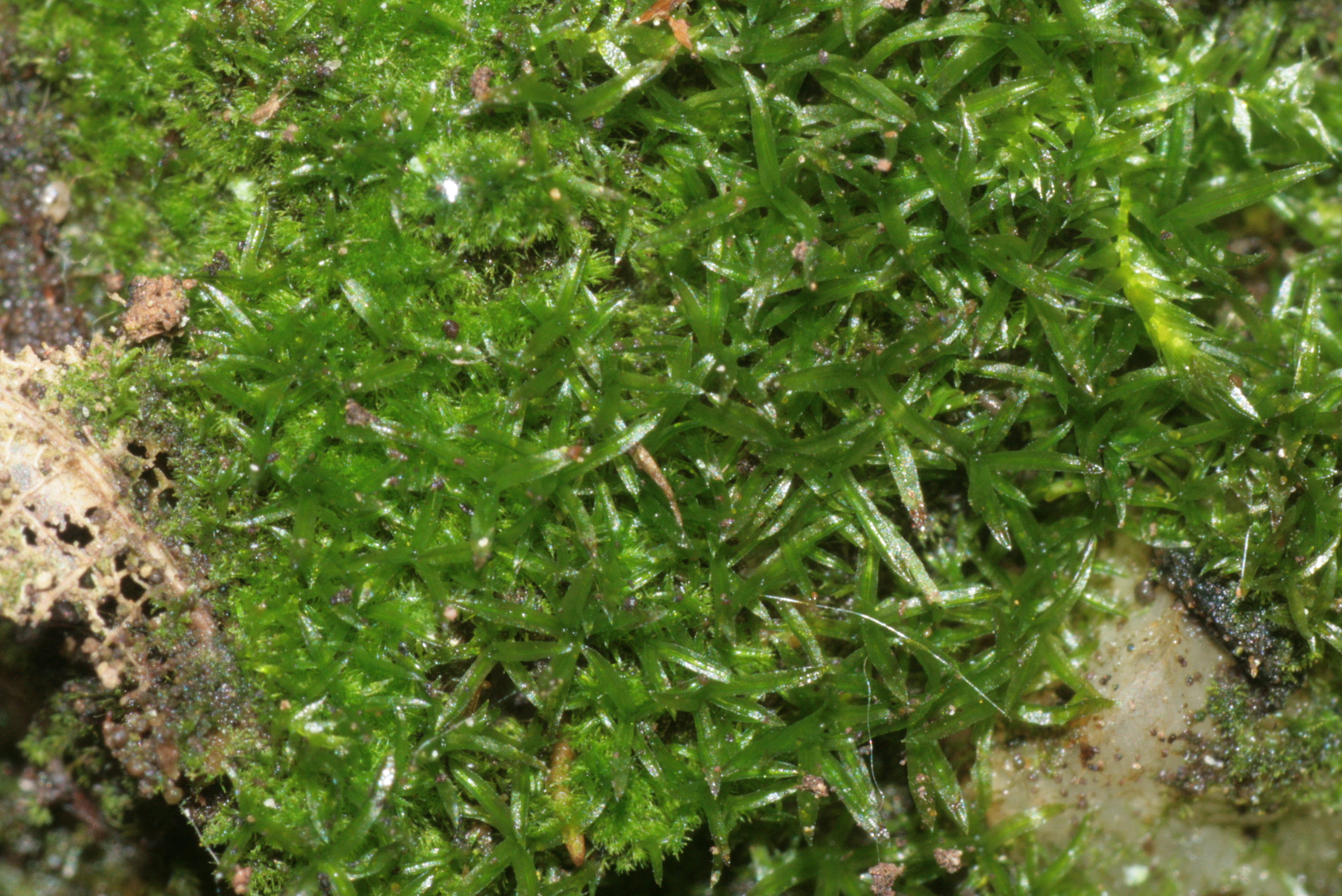
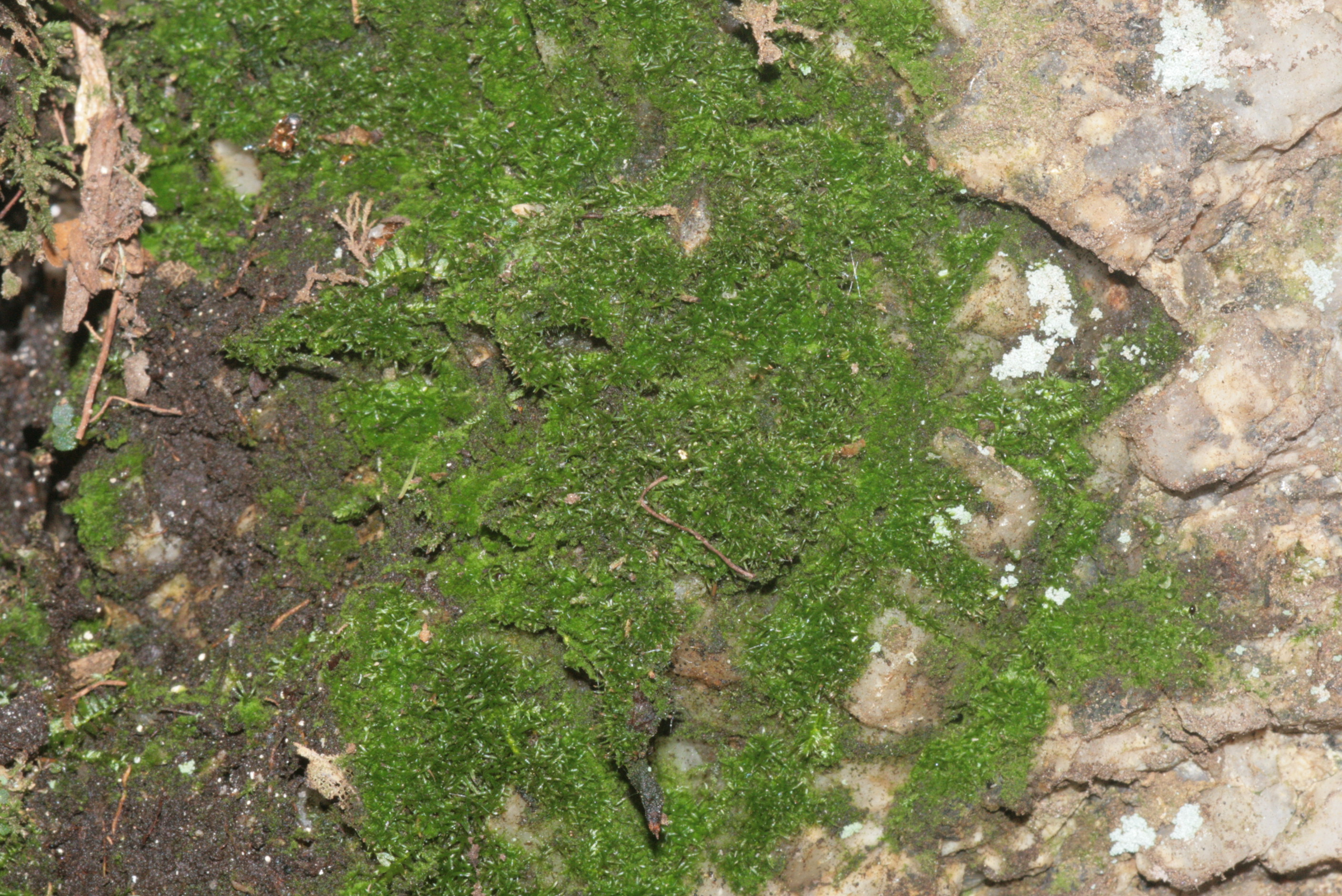
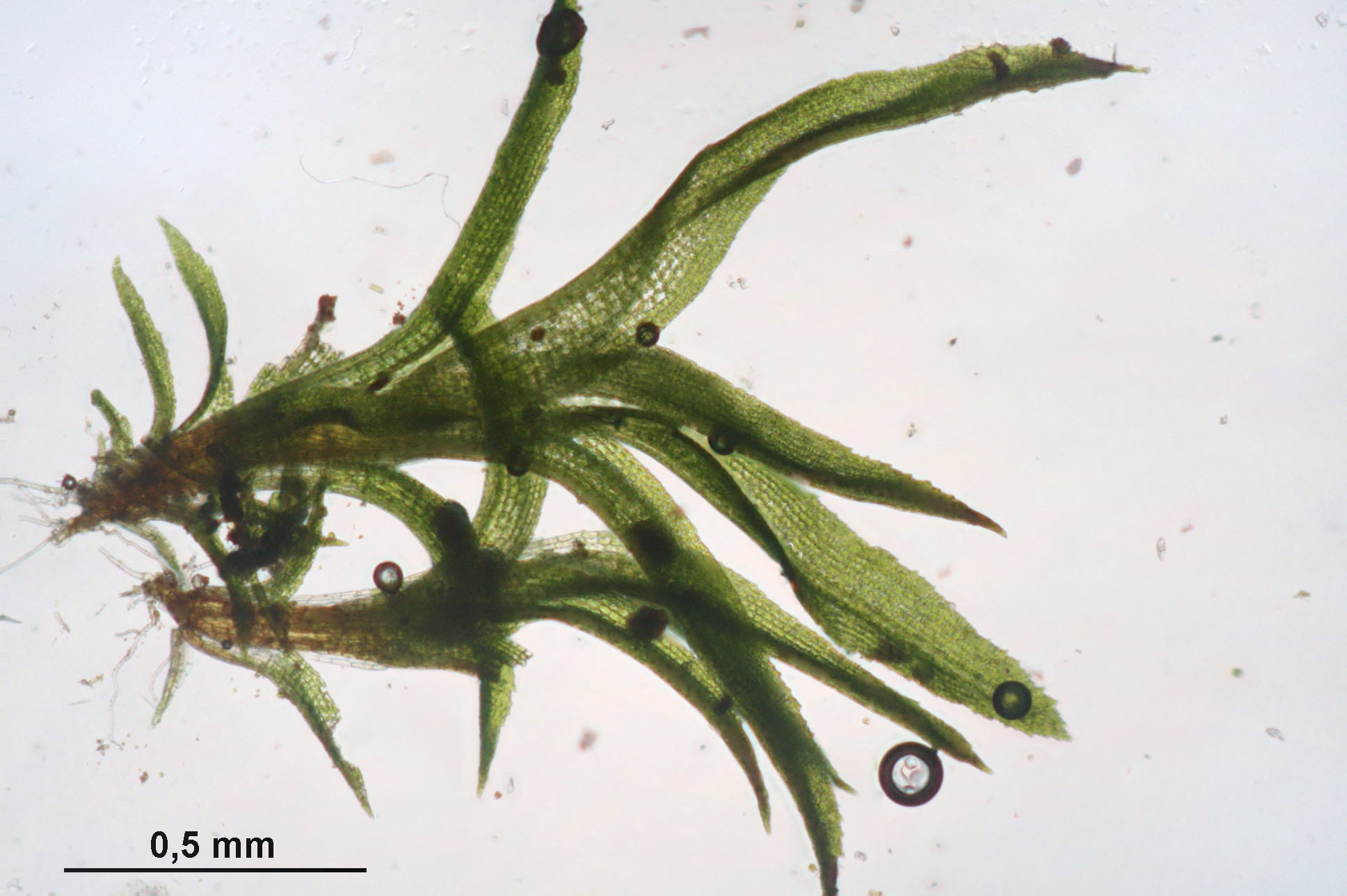
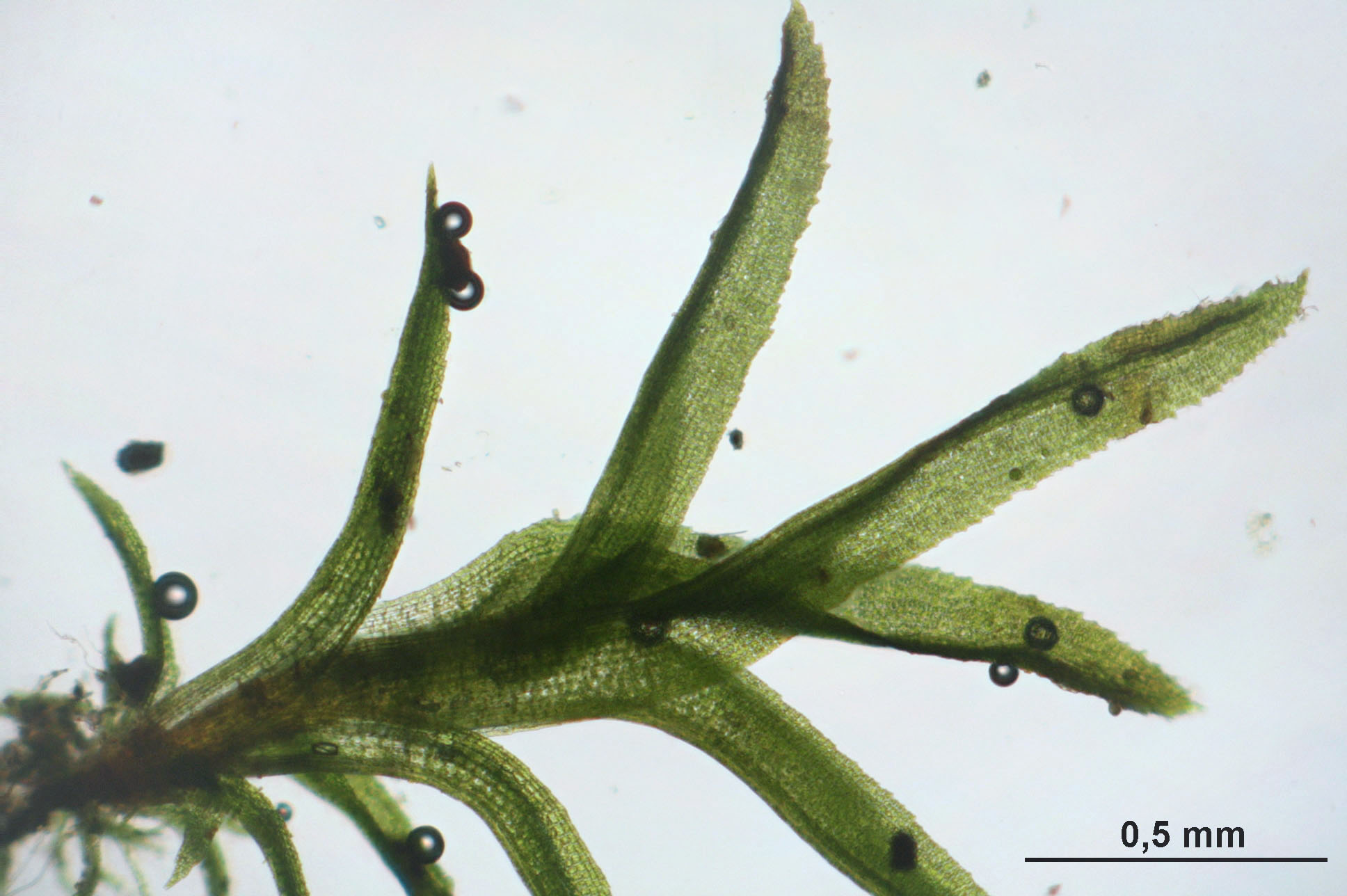
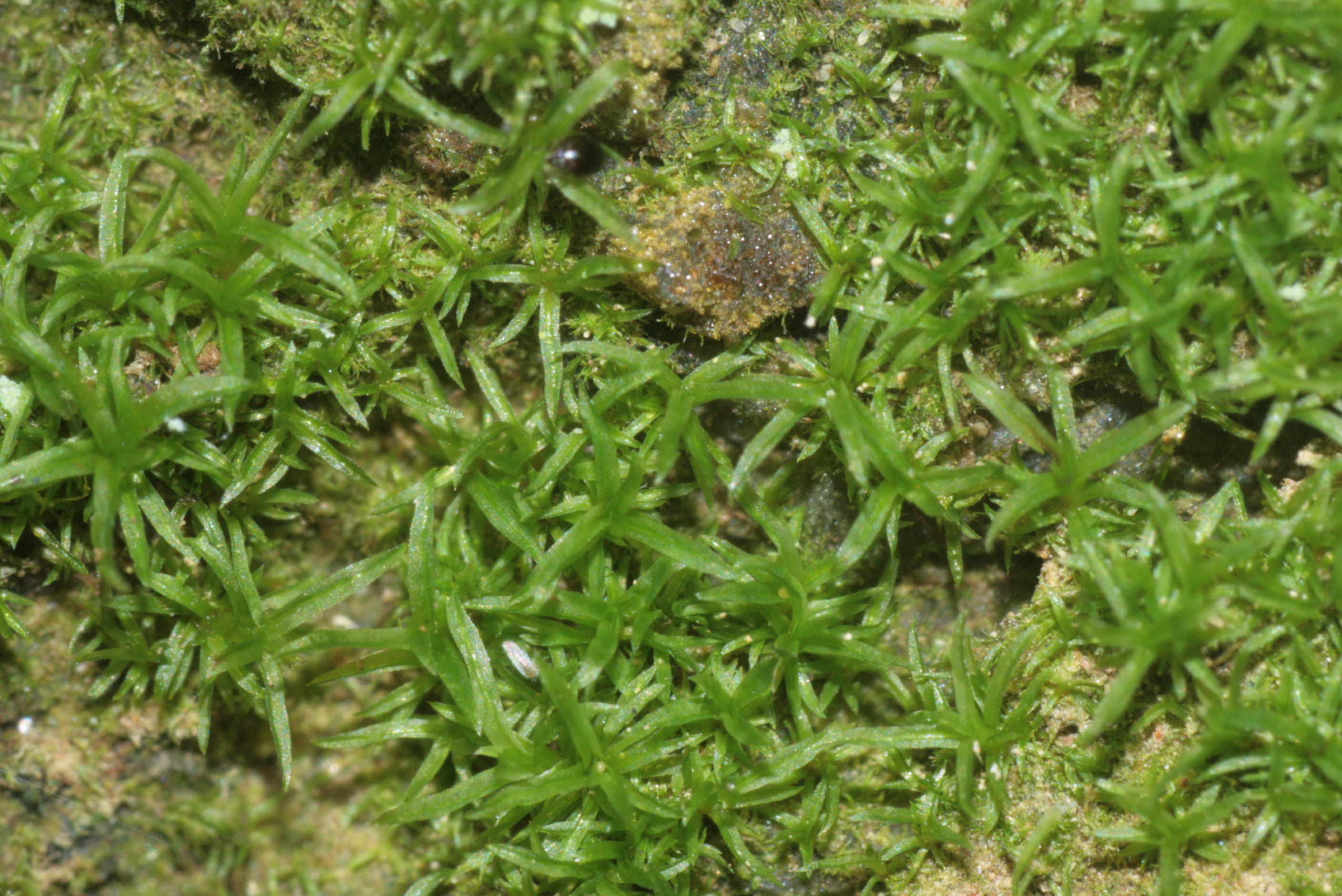
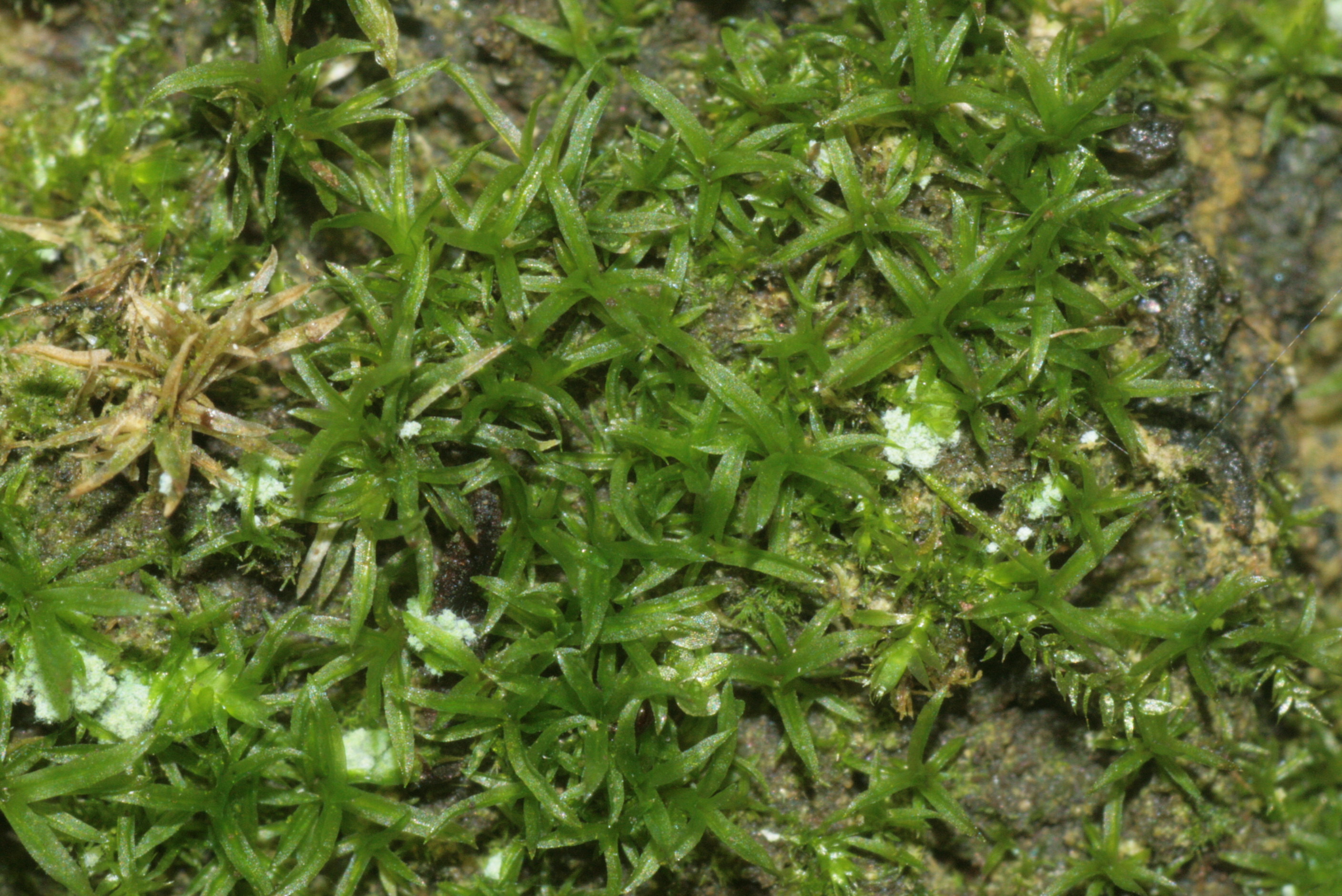